# Inferno (film 2001)
Inferno – polski telewizyjny film fabularny z 2001 roku w reżyserii Macieja Pieprzycy.
Film Inferno wchodzi w skład cyklu filmowego Pokolenie 2000. Zdjęcia powstały od sierpnia do września 2000.

## Obsada
- Monika Kwiatkowska – Baśka
- Katarzyna Bujakiewicz – Inga
- Rafał Maćkowiak – wytatuowany
- Rafał Cieszyński – piękniś
- Grażyna Wolszczak – matka Anki
- Barbara Kurzaj – Anka
- Wojciech Medyński – kochanek matki Anki
- Bartłomiej Bobrowski – Łysy
- Robert Czebotar – Kucyk
- Magdalena Kuta – matka Ingi

## Fabuła
Baśka marzy o studiach na akademii sztuk pięknych, Anka wybiera się na marketing, a Inga chce zostać aktorką. Basia jest wrażliwa i refleksyjna, Anka, najenergiczniejsza i pewna siebie, mieszka z matką i jej młodym kochankiem. Inga za wszelką cenę chce trafić na strony kolorowych magazynów, pragnie wyrwać się z biednego domu. Dziewczyny są w klasie maturalnej, przed amatorską kamerą opowiadają o swoich planach. Dzień balu maturalnego staje się przełomem w życiu coraz bardziej skłóconej trójki. Po pięknie odtańczonym polonezie, w labiryncie szkolnych korytarzy, w narastającym gwarze i podnieceniu, dochodzi do zbrodni.